# Everybody in Love
Everybody in Love è un brano musicale della boy band britannica JLS, estratto come secondosingolo dall'album JLS, lavoro di debutto del gruppo.
Il singolo è stato inizialmente pubblicato in versione digitale sull'iTunes Store il 1º novembre 2009, per poi essere pubblicato su supporto fisico il giorno seguente. Everybody in Love è il secondo singolo del gruppo a raggiungere la vetta della classifica dei singoli più venduti nel Regno Unito.

## Tracce
CD singolo
1. Everybody in Love - 3:17
2. Spell It Out - 3:54

## Classifiche
| Classifica (2009) | Posizione massima |
| ----------------- | ----------------- |
| Europa            | 4                 |
| Irlanda           | 2                 |
| Regno Unito       | 1                 |